# Eriocaulon monococcon
Eriocaulon monococcon là một loài thực vật có hoa trong họ Eriocaulaceae. Loài này được Nakai mô tả khoa học đầu tiên năm 1914.